# Sølvpapirshat
En sølvpapirshat er en hovedbeklædning lavet af et eller flere stykker sølvpapir eller en almindelig hat beklædt med et lag sølvpapir. Nogle bruger hatten som et Faradays bur for at skærme sig mod påvirkning af elektromagnetiske felter, tankekontrol, tankelæsning eller andre ydre påvirkninger. Der er dog meget, der tyder på, at sølvpapirshatten fungerer bedre som metafor end som hat, der skal give beskyttelse. For forskellen på en hat og et Faraday-bur er blandt andet, at en hat ikke dækker hele det område, som skal beskyttes.
En sølvpapirshat som værn mod disse trusler har længe været latterliggjort, og brugen forbindes ofte med konspirationsteoretikere og paranoides vrangforestillinger. Forsøg blandt studerende på Massachusetts Institute of Technology har dog konkluderet, at sølvpapirshatte forstærker elektromagnetisk stråling på særlige frekvensbånd – blandt andre 1,2 GHz og 2,4 GHZ spektrum, der bruges til satellitter og mobiltelefoni – hvorfor der blandt konspirationsteoretikere kan spekuleres i, at brugen af sølvpapirshatte derfor muligvis er resultatet af misinformation fra regeringernes side.